# Ärnu-folyó
Az Ärnu-folyó (további neve: Meiga, Plonska, vagy Suura jõgi) folyó Észtország délkeleti részén, Antsla közelében ered, Võru megyében, Antsla község területén. A Karula Pikkjärv vizét vezeti el. A vízfolyás mintegy 22 kilométer hosszú és 165 km² a vízgyűjtő területe. Legnagyobb mellékvizei a Haabsaare-patak, a Leese-patak és a Vareseoja. Az Ärnu-folyó az Emajõgi mellékfolyója.

## Fordítás
Ez a szócikk részben vagy egészben  a(z)   Ärnu jõgi című észt Wikipédia-szócikk ezen változatának fordításán alapul.  Az eredeti cikk szerkesztőit annak laptörténete sorolja fel. Ez a jelzés csupán a megfogalmazás eredetét és a szerzői jogokat jelzi, nem szolgál a cikkben szereplő információk forrásmegjelöléseként.